# Corralón (Granada)
Corralón (también llamada popularmente El Corralón) es una localidad y pedanía española perteneciente al municipio de Castril, en la provincia de Granada, comunidad autónoma de Andalucía. Está situada en la parte occidental de la comarca de Huéscar. Cerca de esta localidad se encuentran los núcleos de Fátima, Alamillo y Cortijillos.

## Demografía
Según el Instituto Nacional de Estadística de España, en el año 2022 Corralón contaba con 3 habitantes censados, lo que representa el 0,15% de la población total del municipio.